# Fałszerze (film 2007)
Fałszerze (oryg. Die Fälscher) – austriacko–niemiecki dramat filmowy z 2007 roku w reżyserii Stefana Ruzowitzky’ego. Premiera filmu na świecie miała miejsce 10 lutego 2007 r., a w Polsce 7 września tego samego roku.

## Fabuła
II wojna światowa. Salomon Sorowitsch, Żyd, przed wojną niezrównany fałszerz, aresztowany przez Niemców, przerzucany jest z obozu do obozu. W końcu dostaje propozycję przewodniczenia grupie więźniów, mających za zadanie sfałszować alianckie waluty – brytyjskie funty i amerykańskie dolary.
Historia oparta jest na faktach – operacji „Bernhard”, której efektem było sfałszowanie ponad 130 milionów brytyjskich funtów szterlingów.

## Obsada
- Karl Markovics – Salomon Sorowitsch
- August Diehl – Adolf Burger
- Devid Striesow(inne języki) – Friedrich Herzog
- Martin Brambach(inne języki) – Holst
- August Zirner(inne języki) – Dr Klinger
- Veit Stübner(inne języki) – Atze
- Sebastian Urzendowsky(inne języki) – Kolya Karloff
- Andreas Schmidt – Zilinski
- Tilo Prückner(inne języki) – Dr Viktor Hahn
- Lenn Kudrjawizki(inne języki) – Loszek
- Marie Bäumer – Aglaya
- Arndt Schwering-Sohnrey(inne języki) – Hans
- Dolores Chaplin(inne języki) – Rothaarige
- Werner Daehn – Rosenthal
- Norman Stoffregen(inne języki) – Abramovic

## Nagrody i wyróżnienia
- 80. ceremonia wręczenia Oscarów
  - Najlepszy film nieanglojęzyczny